# Bogusławiec
Bogusławiec – wieś sołecka w północno-zachodniej Polsce położona w województwie zachodniopomorskim, w powiecie kołobrzeskim, w gminie Kołobrzeg, przy drodze wojewódzkiej nr 102.
Według danych z 2011 roku wieś była zamieszkiwana przez 120 osób. 
W latach 1954–1957 wieś należała i była siedzibą władz gromady Bogusławiec, po jej zniesieniu w gromadzie Sarbia. 